# Marc Fernández
Marc Fernández Usón (El Masnou, 23 luglio 1987) è un ex cestista spagnolo.
È il figlio di Juan Ramón Fernández.